# Honda XL 200 R
Die XL 200 R ist eine Enduro der japanischen Firma Honda, in Deutschland als das Nachfolgemodell der Honda XL 185 S angeboten.

## Modellgeschichte
Die XL 200 R (werksintern MD06) erschien im Modelljahr 1982. Diese Ausführung wurde in Deutschland 2 Jahre lang verkauft.
Im Modelljahr 1985 erhielt die XL 200 R vorne eine Scheibenbremse und bekam das Design der größeren Modell XL350R und XL600R.
Ab 1986 wurde sie in Italien produziert, nun gab es Ausführungen mit Elektrostarter und "Paris-Dakar-Modelle" (Tank 16 Liter). Etliche der in Italien hergestellten 200´er wurden auf privater Basis nach Deutschland geholt und zugelassen.
Von 1998 bis 2010 wurde die XL 200 R in Brasilien hergestellt. Der Motor war leicht verändert (Bohrung/Hub 63,5 × 62,2) und hat immer einen Elektrostarter. Von der dänischen Firma Kjaer wurde die in Brasilien produzierte XL 200 R in großer Zahl an Hilfsorganisationen verkauft, jedoch nicht an Privatpersonen.
Der größte Unterschied zur Honda XL 185 S war eine 12-Volt-Elektrik und die Verwendung einer progressiven Hinterradfeder mit Monofederbein, das die hondainterne Bezeichnung Pro-Link trägt. Hersteller ist die Firma Shōwa Corporation.
Nachfolgemodell war die XLR 200 R.